# Crondall
Crondall är en ort och civil parish i Storbritannien.   Den ligger i grevskapet Hampshire och riksdelen England, i den södra delen av landet, 60 km sydväst om huvudstaden London. Crondall ligger 89 meter över havet och antalet invånare är 3 463.
Terrängen runt Crondall är platt. Runt Crondall är det ganska tätbefolkat, med 214 invånare per kvadratkilometer. Närmaste större samhälle är Farnham, 4,8 km öster om Crondall. Trakten runt Crondall består till största delen av jordbruksmark.